# Liocoryphe algreti
Liocoryphe algreti är en kräftdjursart som först beskrevs av Mueller1991.  Liocoryphe algreti ingår i släktet Liocoryphe och familjen Stenetriidae. Inga underarter finns listade i Catalogue of Life.